# Finale del campionato europeo maschile di calcio 2004
La finale del campionato europeo di calcio 2004 si tenne il 4 luglio 2004 allo Stadio da Luz di Lisbona tra le nazionali di Portogallo e Grecia. A vincere fu la nazionale greca, che si impose per 1-0 e conquistò il primo titolo di campione d'Europa della sua storia.

## Le squadre
| Squadre    | Finali disputate in precedenza (il grassetto indica la vittoria) |
| ---------- | ---------------------------------------------------------------- |
| Portogallo | Nessuna                                                          |
| Grecia     | Nessuna                                                          |

## Cammino verso la finale
Entrambe le squadre vennero inserite nel girone A, con la Grecia che nel match inaugurale proprio contro i padroni di casa del Portogallo si impose per 2-1, nonostante il primo goal in nazionale di Cristiano Ronaldo. 
Nelle due partite successive i portoghesi si ripresero vincendo contro la Russia per 2-0 e la Spagna per 1-0. Ai quarti, in una partita pirotecnica, eliminò l'Inghilterra ai rigori, dopo il 2-2 al termine dei tempi supplementari. In semifinale superò i Paesi Bassi per 2-1.
La Grecia dopo la vittoria nella gara inaugurale faticò e passò solo grazie alla migliore differenza reti rispetto alla Spagna, pareggiando 1-1 con gli iberici e perdendo di misura all'ultima giornata contro i russi già eliminati per 1-2. Ai quarti di finale compie l'impresa di eliminare la Francia campione in carica per 1-0. In semifinale ebbe la meglio sulla Rep. Ceca, una delle squadre più sorprendenti del torneo, grazie ad un silver goal segnato nei minuti di recupero del primo tempo supplementare 
Per entrambe le nazionali si trattò della prima finale disputata in assoluto negli Europei.

### Tabella riassuntiva del percorso
Note: In ogni risultato sottostante, il punteggio della finalista è menzionato per primo
| Pos. | Squadra    | Pt | G | V | N | P | GF | GS | DR |
| ---- | ---------- | -- | - | - | - | - | -- | -- | -- |
| 1.   | Portogallo | 6  | 3 | 2 | 0 | 1 | 4  | 2  | +2 |
| 2.   | Grecia     | 4  | 3 | 1 | 1 | 1 | 4  | 4  | 0  |
| 3.   | Spagna     | 4  | 3 | 1 | 1 | 1 | 2  | 2  | 0  |
| 4.   | Russia     | 3  | 3 | 1 | 0 | 2 | 2  | 4  | −2 |

| Pos. | Squadra    | Pt | G | V | N | P | GF | GS | DR |
| ---- | ---------- | -- | - | - | - | - | -- | -- | -- |
| 1.   | Portogallo | 6  | 3 | 2 | 0 | 1 | 4  | 2  | +2 |
| 2.   | Grecia     | 4  | 3 | 1 | 1 | 1 | 4  | 4  | 0  |
| 3.   | Spagna     | 4  | 3 | 1 | 1 | 1 | 2  | 2  | 0  |
| 4.   | Russia     | 3  | 3 | 1 | 0 | 2 | 2  | 4  | −2 |

## Il prepartita
Se il Portogallo si presentò alla finale con tutti i suoi titolari, la Grecia dovette fare i conti con l'assenza di Giōrgos Karagkounīs, che dovette scontare una squalifica. Il tecnico Otto Rehhagel, per sostituirlo, scelse Stelios Giannakopoulos il quale aveva già disputato diversi spezzoni di partita nel corso della manifestazione.

## Descrizione della partita

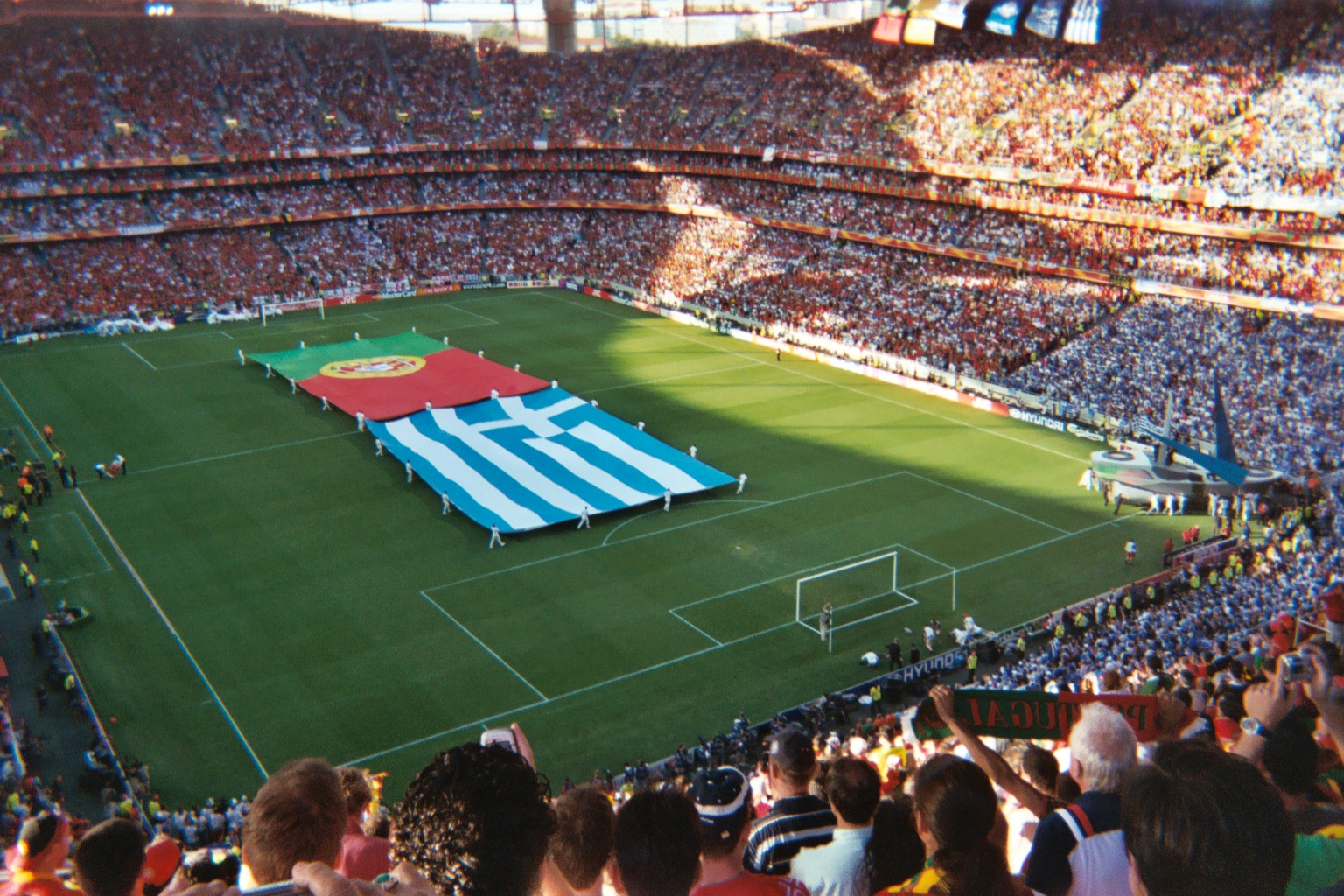
La scenografia con le bandiere di Portogallo e Grecia prima del fischio d'inizio

All'Estádio da Luz di Lisbona va in scena l'inedita finale tra le nazionali di Portogallo e Grecia, entrambe alla loro prima partecipazione nella finale del campionato europeo. 
La Grecia opta per ritirarsi in difesa, lasciando esprimere il gioco offensivo del Portogallo il quale, però, non riuscì a concretizzare le sue iniziative in attacco. Al 14' Nikopolidīs dovette compiere la prima parata su un tiro rasoterra angolato alla sua destra di Miguel. Al 24' Pauleta prova un tiro dal limite dell'area di rigore greca che termina di poco a lato sul lato destro. Al 34' la punizione troppo alta di Figo non trova Ronaldo ben posizionato in area di rigore, mentre al 40' Katsouranis con un colpo di testa alla destra di Ricardo non trova lo specchio della porta. Al 43' subentra Paulo Ferreira per sostituire l'infortunato Miguel, mentre nei minuti di recupero Basinas rimedia un'ammonizione per un deliberato fallo di mano che impedisce a Ronaldo di passar palla al compagno Figo. Il primo tempo, privo di vere occasioni da gol, termina a reti inviolate.

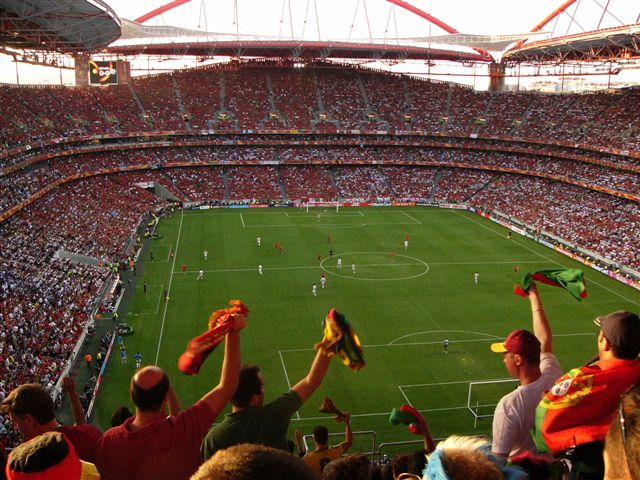
Veduta interna dello stadio durante la finale

Il secondo tempo iniziò senza cambi. Al 47' Pauleta entra in area di rigore tenta un tiro di sinistro murato da Fyssas.  Al 52' Deco viene atterrato in area di rigore facendo appello all'arbitro per un rigore che non fu concesso. Maniche, al 53', prova un tiro da fuori area che viene prontamente bloccato da Giannakopoulos. Sin dai primi minuti del secondo tempo la Grecia dimostrò una solida compattezza difensiva che caratterizzò l'intera ripresa. Al 56' Seitaridis tenta un traversone che viene murato in calcio d'angolo da Ronaldo. Dalla bandierina Basinas crossa in area dove trova Charisteas che batte in elevazione Costinha e manda il pallone alle spalle di Ricardo portando in vantaggio la Grecia..

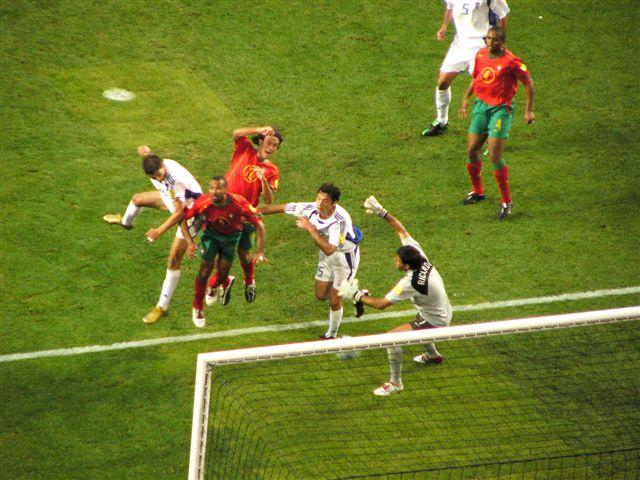
Angelos Charisteas realizza il gol decisivo della finale.

Al 59' Ronaldo tenta un tiro da fuori area che viene neutralizzato da Nikopolidīs. Al 60' Scolari sostituisce Costinha per Rui Costa. Al 64' ci prova anche Figo trovando nuovamente la pronta risposta dell'estremo difensore ellenico. Nel minuti finale il Portogallo si spinge in avanti in cerca di un insperato pareggio, ma la retroguardia avversaria si dimostra insuperabile. Al 73' il subentrato Rui Costa tenta un tiro da fuori area che termina largo alla sinistra del portiere greco e al 75' Ronaldo viene lanciato in area ma solo davanti a Nikopolidīs spedisce il pallone alto. Al 76' Rehhagel ridisegna la squadra con l'ingresso del difensore Venetidis al posto dell'attaccante Giannakopoulos. All'81 Ricardo Carvalho ci prova il sinistro fuori dall'area di rigore trovando l'ennesima risposta dell'estremo difensore greco. Al 90' Figo si libera in area di rigore di due avversari, ma il suo tiro si spegne a pochi centimetri dal palo. Dopo cinque minuti di recupero il fischio finale dell'arbitro tedesco Merk scandisce il primo storico titolo europeo della Grecia.
Al termine della partita il centrocampista, capitano della Grecia, Theodoros Zagorakis venne nominato uomo partita.

## Tabellino
| Arbitro: | Merk |

|  |           |                |
|  | Marcatori | 57’ Charisteas |

| Portogallo | Grecia |

| Portogallo (4-2-3-1) |    |                   |       |     |
|                      |    |                   |       |     |
| P                    | 1  | Ricardo           |       |     |
| D                    | 13 | Miguel            |       | 43’ |
| D                    | 4  | Jorge Andrade     |       |     |
| D                    | 16 | Ricardo Carvalho  |       |     |
| D                    | 14 | Nuno Valente      | 90+3’ |     |
| C                    | 18 | Maniche           |       |     |
| C                    | 6  | Costinha          | 12’   | 60’ |
| C                    | 17 | Cristiano Ronaldo |       |     |
| C                    | 20 | Deco              |       |     |
| C                    | 7  | Luís Figo         |       |     |
| A                    | 9  | Pauleta           |       | 74’ |
| Sostituzioni:        |    |                   |       |     |
| D                    | 2  | Paulo Ferreira    |       | 43’ |
| C                    | 10 | Rui Costa         |       | 60’ |
| A                    | 21 | Nuno Gomes        |       | 74’ |
| CT:                  |    |                   |       |     |
| Luiz Felipe Scolari  |    |                   |       |     |

| Grecia (4-3-3) |    |                        |       |     |
|                |    |                        |       |     |
| P              | 1  | Antōnīs Nikopolidīs    |       |     |
| D              | 2  | Giourkas Seitaridis    | 63’   |     |
| D              | 19 | Michalis Kapsis        |       |     |
| D              | 5  | Traianos Dellas        |       |     |
| D              | 14 | Takis Fyssas           | 67’   |     |
| C              | 7  | Theodoros Zagorakis    |       |     |
| C              | 21 | Kostas Katsouranis     |       |     |
| C              | 6  | Angelos Basinas        | 45+2’ |     |
| A              | 9  | Angelos Charisteas     |       |     |
| A              | 15 | Zisis Vryzas           |       | 81’ |
| A              | 8  | Stelios Giannakopoulos |       | 76’ |
| Sostituzioni:  |    |                        |       |     |
| D              | 3  | Stylianos Venetidis    |       | 76’ |
| A              | 22 | Dimitrios Papadopoulos | 85’   | 81’ |
| CT:            |    |                        |       |     |
| Otto Rehhagel  |    |                        |       |     |

| Uomo partita: Theodōros Zagorakīs Assistenti arbitrali: Christian Schräer (Germania) Jan-Hendrik Salver (Germania) Quarto uomo: Anders Frisk (Svezia) |

## Statistiche
| Totale            | Portogallo | Grecia |
| ----------------- | ---------- | ------ |
| Goal segnati      | 0          | 1      |
| Tiri totali       | 17         | 4      |
| Tiri in porta     | 5          | 1      |
| Possesso palla    | 58%        | 42%    |
| Calci d'angolo    | 10         | 1      |
| Falli commessi    | 18         | 19     |
| Fuorigioco        | 4          | 3      |
| Cartellini gialli | 2          | 4      |
| Cartellini rossi  | 0          | 0      |

- Otto Rehhagel è diventato il primo allenatore a vincere un torneo continentale o mondiale con una nazionale diversa dalla propria

## Il dopopartita
Impatto mediatico

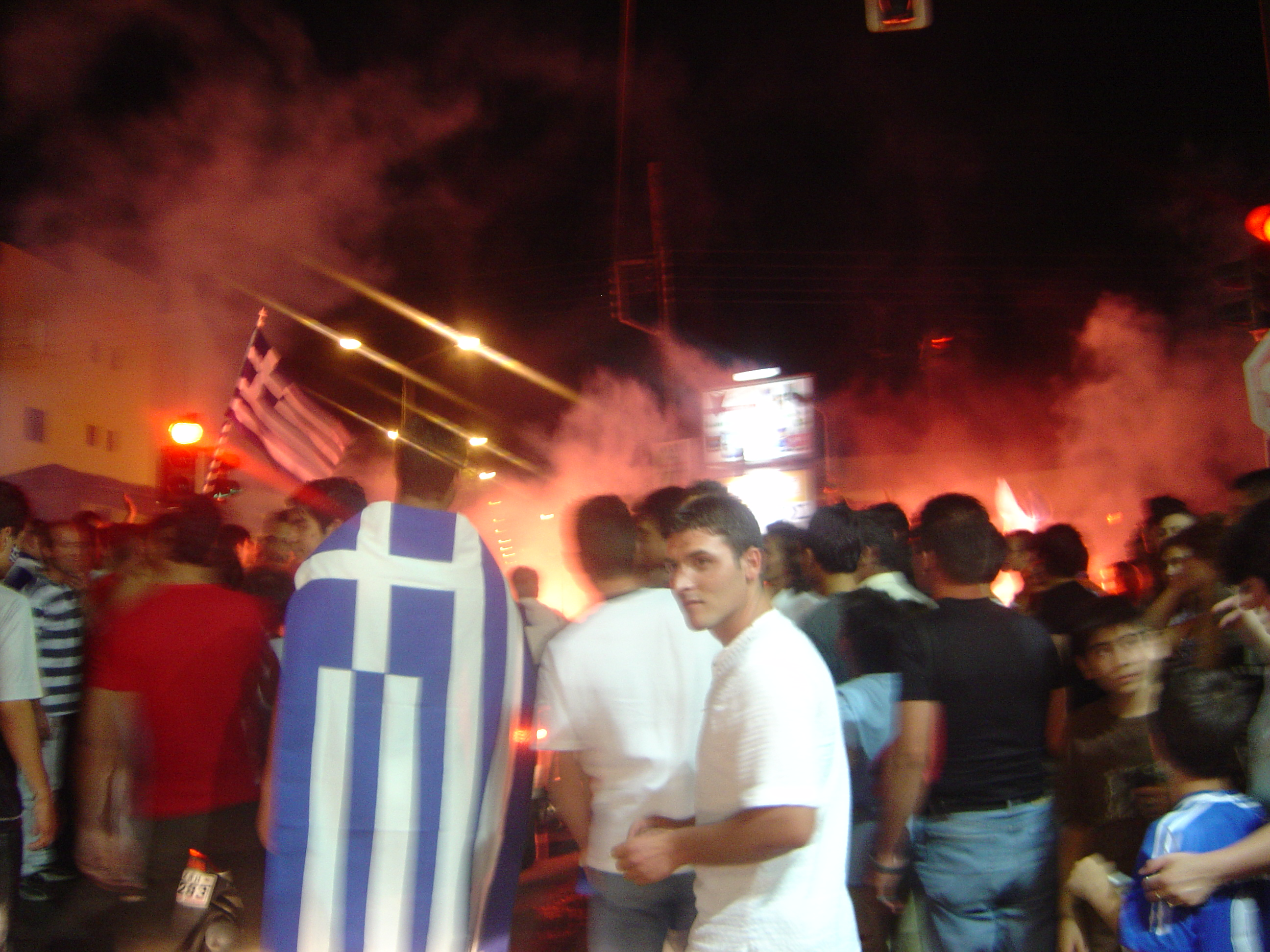
Tifosi greci festeggiano lo storico titolo europeo vinto dalla propria nazionale

Dopo la partita, John May della BBC Sport ha riconosciuto la vittoria della Grecia come la più sorprendente nella storia del torneo, prima ancora di quella della Danimarca nel 1992. Prima della vittoria la Grecia, non solo non aveva mai vinto un titolo europeo, ma aveva collezionato una sola presenza nel massimo torneo continentale nell'edizione 1980, nella quale era uscita al primo turno segnando un gol e subendone quattro. La partecipazione ad un torneo ufficiale prima del 2004 risale al mondiale 1994 dove, anche in questa occasione, gli ellenici furono eliminati al primo turno subendo dieci reti e non segnandone nessuna. May afferma che prima del torneo le quote sulla possibile vittoria greca si aggirasse sui 150-1 secondo i bookmaker.
Nel 2020 Matthew Gibbs definisce allo stesso modo la vittoria della Grecia come la più sconvolgente della storia del torneo scrivendo: «Sono entrati in questo grande palcoscenico come sfavoriti, ma definire il risultato finale uno shock rende quasi un'ingiustizia la realtà». Gibbs fa notare come il calibro delle squadre di Euro 2004 era alto; molte di esse stavano vivendo la loro generazione d'oro e molte "icone del futuro" come Rooney e Ronaldo fecero le loro prime apparizioni in un torneo importante. La Grecia, durante il suo cammino era stata capace di eliminare le più favorite alla vittoria finale come la Francia campione d'Europa in carica ai quarti di finale e il Portogallo padrone di casa per ben due volte, sia nella gara inaugurale che nella finalissima di Lisbona.
La rivista francese Le Parisien scrisse che i greci erano «Eroi della mitologia moderna che sono entrati nella leggenda, spezzando i cuori di tutto il Portogallo». Il quotidiano spagnolo Marca ha commentato lo stile di gioco della Grecia scrivendo: «Giocare bene o male, ma l'unica cosa che conta è vincere».
L'allenatore della Grecia Otto Rehhagel ha commentato la partita sostenendo che è sia stato un risultato insolito per il calcio greco ed europeo, accettando che il Portogallo fosse stata la squadre tecnicamente migliore affermando, però, che la Grecia era stata in grado di concretizzare al meglio le proprie occasioni.
L'allenatore del Portogallo Luiz Felipe Scolari espresse il suo dolore per la sconfitta affermando che la Grecia era stata la squadra migliore, ma lamentando che il Portogallo era stato battuto per "un pezzo di difesa sciatta". Si dimostrò ottimista per il futuro prevedendo la vittoria del Portogallo in un importante torneo. Vittoria che, appunto, arriverà nell'europeo del 2016 in Francia.